# Flavio Albanese (attore)
Flavio Albanese (Bari, 16 maggio 1967) è un attore e regista teatrale italiano.

## Biografia
Si è diplomato nel 1990 alla Scuola di Teatro diretta da Giorgio Strehler a Milano.
In seguito si è diplomato presso il Laboratorio triennale per pedagoghi, registi e attori diretto da Jurij Alschitz, conclusosi con uno studio su le Tre sorelle di Anton Čechov.
Ha frequentato corsi diretti da Antonio Fava (Commedia dell'arte), Thierry Salmon I demoni di Dostoevskij, Dominic De Fazio (Actor Studio a Los Angeles), Jerzy Grotowski e Thomas Richards.
Dal 1994 dirige laboratori di teatro e commedia dell'arte in Italia e all'estero (Germania, Polonia, Svezia e Ungheria).
È diventato noto al pubblico televisivo per aver interpretato l'ispettore Edoardo Valle nelle prime stagioni della serie televisiva La squadra.
Al cinema ha recitato in I pavoni di Luciano Manuzzi, Marciando nel buio di Massimo Spano, Mi fai un favore di Giancarlo Scarchilli.
È stato inoltre insegnante di commedia dell'arte fino al 2010 presso l'accademia d'arte drammatica I.T.A.C.A., in Puglia.
Nel 2010 è tornato in tv nella fiction Caldo criminale.

## Teatro
- Il servitore di due padroni di Carlo Goldoni, regia. prod. Beat '72 - Teatro della Cometa
- Vita morte e miracoli di Don Giovanni, vincitore al Roma Teatro Festival (2005)
- Miles gloriosus, Teatro Stabile delle Marche, regia di Marinella Anaclerio (2006-2007)
- Le notti bianche, tratto dal romanzo di Fëdor Michajlovič Dostoevskij (2007)
- Sogno di una notte di mezza estate (2008)
- La vera storia di Pinocchio, Piccolo Teatro di Milano (2009)
- I fratelli Karamàzov, regia di Marinella Anaclerio (2010)
- Canto la storia dell'astuto Ulisse, scritto, diretto ed interpretato - Piccolo teatro di Milano (2010)
- Leonardo, ed il sogno del volo, regia di Flavio Albanese (2012)

## Filmografia
- I pavoni, regia di Luciano Manuzzi (1994)
- Marciando nel buio, regia di Massimo Spano (1996)
- Mi fai un favore, regia di Giancarlo Scarchilli (1996)
- Tulipani - Amore, onore e una bicicletta, regia di Mike van Diem (2017)

## Televisione
- Ciao Ciao (Italia 1, 1990-1991, 1992-1993; Rete 4, 1991-1992)
- Racket, serie tv (1996)
- La squadra, serie tv (Rai 3, 2000-2003)
- Caldo criminale, miniserie tv (Canale 5, 2010)
- Imma Tataranni - Sostituto procuratore, serie tv, episodi 3x02-3x03 (2023)